# Brani musicali al numero uno in Italia (2018)
La presente lista elenca le canzoni che hanno raggiunto la prima posizione nella classifica settimanale italiana Top Singoli, stilata durante il 2018 dalla Federazione Industria Musicale Italiana, in collaborazione con la GfK Retail and Technology Italia.
| Settimana                                | Brano                 | Artista/i                                          | Totale settimane al numero 1 |
| ---------------------------------------- | --------------------- | -------------------------------------------------- | ---------------------------- |
| Settimana 1 (29 dicembre-4 gennaio)      | Perfect               | Ed Sheeran                                         | 7                            |
| Settimana 2 (5 gennaio-11 gennaio)       | Perfect               | Ed Sheeran                                         | 7                            |
| Settimana 3 (12 gennaio-18 gennaio)      | Perfect               | Ed Sheeran                                         | 7                            |
| Settimana 4 (19 gennaio-25 gennaio)      | Cupido                | Sfera Ebbasta feat. Quavo                          | 1                            |
| Settimana 5 (26 gennaio-1 febbraio)      | Cara Italia           | Ghali                                              | 4                            |
| Settimana 6 (2 febbraio-8 febbraio)      | Cara Italia           | Ghali                                              | 4                            |
| Settimana 7 (9 febbraio-15 febbraio)     | Una vita in vacanza   | Lo Stato Sociale                                   | 2                            |
| Settimana 8 (16 febbraio-22 febbraio)    | Una vita in vacanza   | Lo Stato Sociale                                   | 2                            |
| Settimana 9 (23 febbraio-1 marzo)        | Cara Italia           | Ghali                                              | 4                            |
| Settimana 10 (2 marzo-8 marzo)           | Cara Italia           | Ghali                                              | 4                            |
| Settimana 11 (9 marzo-15 marzo)          | God's Plan            | Drake                                              | 2                            |
| Settimana 12 (16 marzo-22 marzo)         | God's Plan            | Drake                                              | 2                            |
| Settimana 13 (23 marzo-29 marzo)         | Malibu                | Vegas Jones                                        | 2                            |
| Settimana 14 (30 marzo-5 aprile)         | Malibu                | Vegas Jones                                        | 2                            |
| Settimana 15 (6 aprile-12 aprile)        | Non cambierò mai      | Capo Plaza                                         | 1                            |
| Settimana 16 (13 aprile-19 aprile)       | X                     | Nicky Jam & J Balvin                               | 1                            |
| Settimana 17 (20 aprile-26 aprile)       | Tesla                 | Capo Plaza feat. Sfera Ebbasta & DrefGold          | 2                            |
| Settimana 18 (27 aprile-3 maggio)        | Tesla                 | Capo Plaza feat. Sfera Ebbasta & DrefGold          | 2                            |
| Settimana 19 (4 maggio-10 maggio)        | Peace & Love          | Charlie Charles, Sfera Ebbasta & Ghali             | 1                            |
| Settimana 20 (11 maggio-17 maggio)       | British               | Dark Polo Gang                                     | 1                            |
| Settimana 21 (18 maggio-24 maggio)       | Italiana              | J-Ax & Fedez                                       | 4                            |
| Settimana 22 (25 maggio-31 maggio)       | Italiana              | J-Ax & Fedez                                       | 4                            |
| Settimana 23 (1 giugno-7 giugno)         | Italiana              | J-Ax & Fedez                                       | 4                            |
| Settimana 24 (8 giugno-14 giugno)        | Italiana              | J-Ax & Fedez                                       | 4                            |
| Settimana 25 (15 giugno-21 giugno)       | Amore e capoeira      | Takagi & Ketra feat. Giusy Ferreri & Sean Kingston | 11                           |
| Settimana 26 (22 giugno-28 giugno)       | Amore e capoeira      | Takagi & Ketra feat. Giusy Ferreri & Sean Kingston | 11                           |
| Settimana 27 (29 giugno-5 luglio)        | Amore e capoeira      | Takagi & Ketra feat. Giusy Ferreri & Sean Kingston | 11                           |
| Settimana 28 (6 luglio-12 luglio)        | Amore e capoeira      | Takagi & Ketra feat. Giusy Ferreri & Sean Kingston | 11                           |
| Settimana 29 (13 luglio-19 luglio)       | Amore e capoeira      | Takagi & Ketra feat. Giusy Ferreri & Sean Kingston | 11                           |
| Settimana 30 (20 luglio-26 luglio)       | Pablo                 | Rvssian x Sfera Ebbasta                            | 1                            |
| Settimana 31 (27 luglio-2 agosto)        | Amore e capoeira      | Takagi & Ketra feat. Giusy Ferreri & Sean Kingston | 11                           |
| Settimana 32 (3 agosto-9 agosto)         | Amore e capoeira      | Takagi & Ketra feat. Giusy Ferreri & Sean Kingston | 11                           |
| Settimana 33 (10 agosto-16 agosto)       | Amore e capoeira      | Takagi & Ketra feat. Giusy Ferreri & Sean Kingston | 11                           |
| Settimana 34 (17 agosto-23 agosto)       | Amore e capoeira      | Takagi & Ketra feat. Giusy Ferreri & Sean Kingston | 11                           |
| Settimana 35 (24 agosto-30 agosto)       | Amore e capoeira      | Takagi & Ketra feat. Giusy Ferreri & Sean Kingston | 11                           |
| Settimana 36 (31 agosto-6 settembre)     | Amore e capoeira      | Takagi & Ketra feat. Giusy Ferreri & Sean Kingston | 11                           |
| Settimana 37 (7 settembre-13 settembre)  | Trap Phone            | Gué Pequeno feat. Capo Plaza                       | 1                            |
| Settimana 38 (14 settembre-20 settembre) | Borsello              | Gué Pequeno feat. Sfera Ebbasta & DrefGold         | 1                            |
| Settimana 39 (21 settembre-27 settembre) | 90min                 | Salmo                                              | 1                            |
| Settimana 40 (28 settembre-4 ottobre)    | Torna a casa          | Måneskin                                           | 6                            |
| Settimana 41 (5 ottobre-11 ottobre)      | Torna a casa          | Måneskin                                           | 6                            |
| Settimana 42 (12 ottobre-18 ottobre)     | Torna a casa          | Måneskin                                           | 6                            |
| Settimana 43 (19 ottobre-25 ottobre)     | Torna a casa          | Måneskin                                           | 6                            |
| Settimana 44 (26 ottobre-1 novembre)     | Torna a casa          | Måneskin                                           | 6                            |
| Settimana 45 (2 novembre-8 novembre)     | Prima di ogni cosa    | Fedez                                              | 1                            |
| Settimana 46 (9 novembre-15 novembre)    | Cabriolet             | Salmo feat. Sfera Ebbasta                          | 1                            |
| Settimana 47 (16 novembre-22 novembre)   | Torna a casa          | Måneskin                                           | 6                            |
| Settimana 48 (23 novembre-29 novembre)   | La fine del mondo     | Anastasio                                          | 2                            |
| Settimana 49 (30 novembre-6 dicembre)    | Happy Birthday        | Sfera Ebbasta                                      | 1                            |
| Settimana 50 (7 dicembre-13 dicembre)    | Il cielo nella stanza | Salmo feat. Nstasia                                | 4                            |
| Settimana 51 (14 dicembre-20 dicembre)   | La fine del mondo     | Anastasio                                          | 2                            |
| Settimana 52 (21 dicembre-27 dicembre)   | Il cielo nella stanza | Salmo feat. Nstasia                                | 4                            |

Fonte:
- Amore e capoeira di Takagi & Ketra in collaborazione con Giusy Ferreri e Omi, con 11 settimane non consecutive di permanenza alla numero uno, è il singolo che ha passato più tempo in vetta alla classifica nel 2018.

## Classifica fine anno
| Brano            | Artista/i                                          | Certificazione |
| ---------------- | -------------------------------------------------- | -------------- |
| Amore e capoeira | Takagi & Ketra feat. Giusy Ferreri & Sean Kingston | 5 Platino      |
| Perfect          | Ed Sheeran                                         | 9 Platino*     |
| Cupido           | Sfera Ebbasta feat. Quavo                          | 4 Platino      |
| Tesla            | Capo Plaza feat. Sfera Ebbasta & DrefGold          | 4 Platino      |
| Italiana         | J-Ax & Fedez                                       | 4 Platino      |
| Nera             | Irama                                              | 4 Platino      |
| La cintura       | Álvaro Soler                                       | 3 Platino      |
| X                | Nicky Jam & J Balvin                               | 3 Platino      |
| Cara Italia      | Ghali                                              | 3 Platino      |
| Da zero a cento  | Baby K                                             | 3 Platino      |

- La certificazione si basa su tutto il periodo di vita del singolo, quindi anche del 2017